# Šokalski (otok)
Otok Šokalski (rus. Остров Шокальского) je otok u Karskom moru, u Rusiji. Nalazi se na istočnoj strani ušća rijeke Ob, kraj vrha uskog sjeverozapadnog kraka Gidanskog poluotoka. Od njega ga dijeli uski tjesnac prepun otočića poznatih kao Gidanski tjesnac.
Otok ima površinu od 428 km2 i pokriveno je tundrom. More koje okružuje otok zimi je prekriveno ledom, a čak i ljeti postoje brojne sante leda, tako da se često spaja s Gidanskim poluotokom na sibirskom kopnu.
Ovaj otok pripada Jamalskonenečkom autonomnom okrugu koji je sjeverni dio administrativne podjele Tjumenjske oblasti Ruske Federacije. Ovaj otok također je dio Velikog arktičkog državnog rezervata prirode, najvećeg rezervata prirode u Rusiji.
Ovaj je otok dobio ime po carskom ruskom kartografu Juliju Šokalskom.
Otok Shokalsky ne treba brkati s malim otočićem koji se također naziva "Ostrov Shokal'skogo" koji se nalazi uz zapadnu obalu otoka Vajgač u Barentsovom moru.